# East San Gabriel
East San Gabriel – jednostka osadnicza w Stanach Zjednoczonych, w stanie Kalifornia, w hrabstwie Los Angeles. Wchodzi w skład obszaru metropolitalnego Los Angeles.